# Liste des localités du comté de Nordland
Cet article recense les localités du comté de Nordland, en Norvège.

## Villes
Neuf localités de Nordland possèdent le titre de villes :
- Bodø, kommune de Bodø ;
- Brønnøysund, kommune de Brønnøy ;
- Fauske, kommune de Fauske ;
- Leknes, kommune de Vestvågøy ;
- Mo i Rana, kommune de Rana ;
- Mosjøen, kommune de Vefsn ;
- Narvik, kommune de Narvik ;
- Sandnessjøen, kommune de Alstahaug ;
- Sortland, kommune de Sortland.

## Localités

### Alstahaug
Localités de la kommune d'Alstahaug :
- Austbø (65° 56′ 00″ N, 12° 28′ 00″ E) ;
- Bærøyvågen ;
- Søvika (65° 56′ 00″ N, 12° 21′ 00″ E) ;
- Tjøtta (65° 50′ 00″ N, 12° 24′ 00″ E) ;
- Tro (65° 47′ 00″ N, 12° 31′ 00″ E) ;

### Andøy
Localités de la kommune d'Andøy :
- Å (69° 02′ 00″ N, 15° 53′ 00″ E) ;
- Åknes (68° 58′ 00″ N, 15° 27′ 00″ E) ;
- Andenes (69° 18′ 50″ N, 16° 07′ 05″ E) ;
- Åse (69° 01′ 00″ N, 15° 48′ 00″ E) ;
- Bleik (69° 16′ 59″ N, 15° 59′ 54″ E) ;
- Bø (69° 02′ 42″ N, 15° 32′ 04″ E) ;
- Dragnes ;
- Dverberg (69° 06′ 13″ N, 15° 56′ 57″ E) ;
- Fiskenes (69° 15′ 49″ N, 16° 10′ 36″ E) ;
- Forfjord (68° 50′ 08″ N, 15° 39′ 43″ E) ;
- Fornes (68° 51′ 49″ N, 15° 34′ 47″ E) ;
- Lovika (68° 58′ 00″ N, 15° 44′ 00″ E) ;
- Myrset (69° 09′ 00″ N, 16° 04′ 00″ E) ;
- Nordmela (69° 08′ 00″ N, 15° 41′ 00″ E) ;
- Nøss (69° 05′ 00″ N, 15° 34′ 00″ E) ;
- Risøyhamn (68° 58′ 00″ N, 15° 38′ 00″ E) ;
- Skarstein (69° 14′ 58″ N, 16° 08′ 30″ E) ;
- Skjoldehamn (68° 52′ 00″ N, 15° 30′ 30″ E) ;
- Sørmela (68° 59′ 00″ N, 15° 27′ 00″ E) ;
- Stave (69° 13′ 00″ N, 15° 52′ 00″ E) ;
- Toften ;
- Tranesvågen ;

### Ballangen
Localités de la kommune de Ballangen :
- Arnes (68° 20′ 47″ N, 16° 58′ 23″ E) ;
- Ballangen (68° 20′ 07″ N, 16° 49′ 16″ E) ;
- Bjørkåsen (68° 19′ 00″ N, 16° 47′ 00″ E) ;
- Bøstrand ;
- Djupdalsåsen ;
- Hamnesstranda ;
- Kjelde (68° 25′ 00″ N, 16° 38′ 00″ E) ;
- Kjeldebotn (68° 24′ 04″ N, 16° 39′ 45″ E) ;
- Kobbvika ;
- Rånbogen (68° 22′ 00″ N, 17° 03′ 00″ E) ;
- Skarstad ;
- Valle ;

### Beiarn
Localités de la kommune de Beiarn :
- Årstad (67° 01′ 00″ N, 14° 33′ 00″ E) ;
- Moldjord (67° 00′ 00″ N, 14° 35′ 00″ E) ;
- Osbakk (66° 58′ 00″ N, 14° 49′ 00″ E) ;
- Storjord (66° 59′ 00″ N, 14° 46′ 00″ E) ;
- Trones (66° 55′ 00″ N, 14° 47′ 00″ E) ;
- Tverrvika (67° 03′ 00″ N, 14° 34′ 00″ E) ;

### Bindal
Localités de la kommune de Bindal :
- Åbygda ;
- Bindalseidet ;
- Holm ;
- Lysfjord (65° 07′ 00″ N, 12° 06′ 00″ E) ;
- Nordhorsfjord (65° 07′ 00″ N, 12° 00′ 00″ E) ;
- Skjelsviksjøen (65° 11′ 00″ N, 12° 16′ 00″ E) ;
- Sørhorsfjord (65° 06′ 00″ N, 11° 59′ 00″ E) ;
- Terråk (65° 05′ 00″ N, 12° 25′ 00″ E) ;

### Bø
Localités de la kommune de Bø :
- Auvåg ;
- Bø (68° 37′ 00″ N, 14° 27′ 00″ E) ;
- Eide (68° 44′ 00″ N, 14° 35′ 00″ E) ;
- Fjærvoll (68° 39′ 00″ N, 14° 27′ 00″ E) ;
- Føre (68° 40′ 00″ N, 14° 28′ 00″ E) ;
- Forøya ;
- Gimstad (68° 38′ 00″ N, 14° 27′ 00″ E) ;
- Guvåg (68° 40′ 00″ N, 14° 45′ 00″ E) ;
- Hovden (68° 49′ 00″ N, 14° 33′ 00″ E) ;
- Husvågen (68° 43′ 00″ N, 14° 32′ 00″ E) ;
- Klakksjorda ;
- Kråkberget (68° 46′ 00″ N, 14° 42′ 00″ E) ;
- Kvernfjorden (68° 42′ 00″ N, 14° 43′ 00″ E) ;
- Mårsund (68° 36′ 00″ N, 14° 31′ 00″ E) ;
- Møkland (68° 46′ 00″ N, 14° 41′ 00″ E) ;
- Nykvåg (68° 46′ 27″ N, 14° 28′ 54″ E) ;
- Ramberg (68° 38′ 00″ N, 14° 37′ 00″ E) ;
- Ringstad ;
- Rise (68° 44′ 00″ N, 14° 36′ 00″ E) ;
- Røsnes ;
- Skårvågen (68° 41′ 00″ N, 14° 25′ 00″ E) ;
- Søberg (68° 40′ 00″ N, 14° 25′ 00″ E) ;
- Straume (68° 41′ 00″ N, 14° 28′ 00″ E) ;
- Straumsnes (68° 39′ 00″ N, 14° 38′ 00″ E) ;
- Sund (68° 45′ 00″ N, 14° 38′ 00″ E) ;
- Utskor (68° 48′ 00″ N, 14° 38′ 00″ E) ;

### Bodø
Localités de la kommune de Bodø :
- Bliksvær (67° 17′ 00″ N, 14° 00′ 00″ E) ;
- Breivik (67° 13′ 00″ N, 15° 10′ 00″ E) ;
- Fenes (67° 23′ 00″ N, 14° 16′ 00″ E) ;
- Festvåg (67° 26′ 00″ N, 14° 45′ 00″ E) ;
- Fjær (67° 30′ 00″ N, 14° 44′ 00″ E) ;
- Fjell (67° 11′ 00″ N, 14° 32′ 00″ E) ;
- Givær ;
- Godøya (67° 14′ 00″ N, 14° 42′ 00″ E) ;
- Godøynes (67° 16′ 00″ N, 14° 45′ 00″ E) ;
- Helligvær (67° 25′ 00″ N, 13° 56′ 00″ E) ;
- Hopen (67° 19′ 00″ N, 14° 44′ 00″ E) ;
- Hoset (67° 12′ 00″ N, 14° 56′ 00″ E) ;
- Kjerringøy (67° 31′ 00″ N, 14° 46′ 00″ E) ;
- Løding (67° 18′ 00″ N, 14° 45′ 00″ E) ;
- Løpsmarka (67° 19′ 00″ N, 14° 27′ 00″ E) ;
- Misvær (67° 07′ 00″ N, 15° 00′ 00″ E) ;
- Myklebostad (67° 21′ 00″ N, 14° 33′ 00″ E) ;
- Naurstad (67° 16′ 00″ N, 14° 50′ 00″ E) ;
- Saltstraumen (67° 14′ 00″ N, 14° 38′ 00″ E) ;
- Seivåg ;
- Skau (67° 23′ 00″ N, 14° 39′ 00″ E) ;
- Skjerstad ;
- Sørvær (67° 24′ 00″ N, 13° 54′ 00″ E) ;
- Støvset ;
- Straum (67° 14′ 00″ N, 14° 35′ 00″ E) ;
- Tårnvika (67° 34′ 00″ N, 15° 08′ 00″ E) ;
- Tuv (67° 13′ 00″ N, 14° 38′ 00″ E) ;
- Valnes (67° 12′ 00″ N, 14° 28′ 00″ E) ;
- Valvika (67° 24′ 00″ N, 14° 39′ 00″ E) ;

### Brønnøy
Localités de la kommune de Brønnøy :
- Hommelstø ;
- Lande (65° 16′ 00″ N, 12° 48′ 00″ E) ;
- Nevernes (65° 26′ 00″ N, 12° 36′ 00″ E) ;
- Nordfjellmarka ;
- Salhus (65° 30′ 00″ N, 12° 15′ 00″ E) ;
- Sausvatn (65° 20′ 00″ N, 12° 40′ 00″ E) ;
- Seterlandet (65° 24′ 00″ N, 12° 26′ 00″ E) ;
- Skomo (65° 29′ 00″ N, 12° 22′ 00″ E) ;
- Tofte (65° 28′ 00″ N, 12° 08′ 00″ E) ;
- Tosbotn (65° 20′ 00″ N, 12° 58′ 00″ E) ;
- Vassbygda ;
- Ytter-Torget ;

### Dønna
Localités de la kommune de Dønna :
- Åker (66° 10′ 00″ N, 12° 34′ 00″ E) ;
- Åkerøya (66° 09′ 00″ N, 12° 33′ 00″ E) ;
- Bjørn (66° 05′ 00″ N, 12° 35′ 00″ E) ;
- Dønnes (66° 12′ 00″ N, 12° 35′ 00″ E) ;
- Glein (66° 09′ 00″ N, 12° 37′ 00″ E) ;
- Hestad ;
- Hølen ;
- Nordøyvågen ;
- Sandåker (66° 09′ 00″ N, 12° 44′ 00″ E) ;
- Skaga (66° 05′ 00″ N, 12° 23′ 00″ E) ;
- Solfjellsjøen (66° 07′ 00″ N, 12° 29′ 00″ E) ;
- Stavseng (66° 11′ 00″ N, 12° 32′ 00″ E) ;
- Titternes ;
- Våg (66° 08′ 00″ N, 12° 33′ 00″ E) ;
- Vandved (66° 10′ 00″ N, 12° 21′ 00″ E) ;

### Evenes
Localités de la kommune d'Evenes :
- Bogen (68° 32′ 00″ N, 17° 00′ 00″ E) ;
- Botn ;
- Dragvik ;
- Evenes ;
- Evenesmarka (68° 29′ 00″ N, 16° 45′ 00″ E) ;
- Fora (68° 27′ 00″ N, 17° 03′ 00″ E) ;
- Lakså (68° 30′ 00″ N, 16° 55′ 00″ E) ;
- Lenvik (68° 31′ 00″ N, 17° 04′ 00″ E) ;
- Liland (68° 28′ 33″ N, 16° 52′ 58″ E) ;
- Østervika (68° 30′ 00″ N, 17° 05′ 00″ E) ;
- Snubba ;
- Sommarvika ;
- Tårstad (68° 28′ 00″ N, 16° 37′ 00″ E) ;
- Veggen ;

### Fauske
Localités de la kommune de Fauske :
- Båtsvika ;
- Bringsli (67° 21′ 00″ N, 15° 14′ 00″ E) ;
- Bursimarka ;
- Hjemås ;
- Kistrand ;
- Kosmo (67° 21′ 00″ N, 15° 17′ 00″ E) ;
- Kvitblik (67° 21′ 00″ N, 15° 29′ 00″ E) ;
- Moen ;
- Nystad ;
- Østerkløft ;
- Røvika (67° 16′ 00″ N, 15° 16′ 00″ E) ;
- Straumsnes ;
- Sulitjelma (67° 09′ 00″ N, 16° 03′ 00″ E) ;
- Tverrå (67° 18′ 00″ N, 15° 25′ 00″ E) ;
- Valnesfjord ;
- Vatnan ;

### Flakstad
Localités de la kommune de Flakstad :
- Flakstad ;
- Fredvang ;
- Krystad (68° 03′ 00″ N, 13° 10′ 00″ E) ;
- Mølnarodden ;
- Napp (68° 08′ 00″ N, 13° 27′ 00″ E) ;
- Nappsskardet ;
- Nusfjord (68° 02′ 00″ N, 13° 21′ 00″ E) ;
- Ramberg (68° 05′ 00″ N, 13° 14′ 00″ E) ;
- Sund ;
- Vareid (68° 07′ 00″ N, 13° 21′ 00″ E) ;
- Vikten (68° 09′ 00″ N, 13° 20′ 00″ E) ;

### Gildeskål
Localités de la kommune de Gildeskål :
- Ertenvåg (67° 07′ 00″ N, 14° 19′ 00″ E) ;
- Femris ;
- Fleinvær ;
- Forstranda (67° 01′ 00″ N, 13° 58′ 00″ E) ;
- Hustad ;
- Inndyr (67° 02′ 00″ N, 14° 02′ 00″ E) ;
- Kvarsnes (67° 00′ 00″ N, 14° 11′ 00″ E) ;
- Lekanger (67° 07′ 00″ N, 14° 02′ 00″ E) ;
- Mårnes (67° 09′ 00″ N, 14° 06′ 00″ E) ;
- Mevik (66° 57′ 00″ N, 13° 44′ 00″ E) ;
- Nordarnøya (67° 10′ 00″ N, 14° 01′ 00″ E) ;
- Nordsandnes ;
- Nygårdsjøen (67° 07′ 00″ N, 14° 18′ 00″ E) ;
- Sandvika (67° 11′ 00″ N, 14° 15′ 00″ E) ;
- Sørarnøy (67° 08′ 00″ N, 13° 58′ 00″ E) ;
- Sørfinnset ;
- Sørfugløy (67° 03′ 00″ N, 13° 47′ 00″ E) ;
- Storvika (66° 58′ 00″ N, 13° 48′ 00″ E) ;
- Sund (67° 04′ 00″ N, 14° 03′ 00″ E) ;
- Våg (67° 08′ 00″ N, 14° 04′ 00″ E) ;

### Grane
Localités de la kommune de Grane :
- Fallmoen (65° 41′ 00″ N, 13° 17′ 00″ E) ;
- Grane ;
- Leira ;
- Majavatn (65° 10′ 00″ N, 13° 23′ 00″ E) ;
- Øvre Svenningdalen ;
- Strendene (65° 26′ 00″ N, 13° 23′ 00″ E) ;
- Trofors (65° 34′ 00″ N, 13° 25′ 00″ E) ;

### Hadsel
Localités de la kommune de Hadsel :
- Ånnstad (68° 32′ 00″ N, 14° 42′ 00″ E) ;
- Breidvika (68° 35′ 00″ N, 14° 44′ 00″ E) ;
- Fleinnes (68° 38′ 00″ N, 14° 50′ 00″ E) ;
- Gjerstad ;
- Grytting (68° 37′ 00″ N, 15° 08′ 00″ E) ;
- Hennes (68° 32′ 00″ N, 15° 13′ 00″ E) ;
- Higrav (68° 22′ 00″ N, 14° 46′ 00″ E) ;
- Klakk (68° 32′ 00″ N, 14° 58′ 00″ E) ;
- Kvitnes (68° 35′ 00″ N, 15° 14′ 00″ E) ;
- Lonkan (68° 31′ 00″ N, 15° 16′ 00″ E) ;
- Melbu (68° 30′ 16″ N, 14° 49′ 47″ E) ;
- Myrland (68° 27′ 31″ N, 15° 04′ 10″ E) ;
- Ongstad (68° 31′ 00″ N, 14° 44′ 00″ E) ;
- Raften (68° 23′ 55″ N, 15° 08′ 45″ E) ;
- Sandnes (68° 35′ 00″ N, 14° 53′ 00″ E) ;
- Skagen (68° 35′ 00″ N, 15° 03′ 00″ E) ;
- Strønstad (68° 26′ 00″ N, 14° 45′ 00″ E) ;
- Tengelfjorden (68° 25′ 20″ N, 15° 10′ 35″ E) ;
- Vik (68° 36′ 00″ N, 14° 53′ 00″ E) ;

### Hamarøy
Localités de la kommune de Hamarøy :
- Finnøya (68° 01′ 30″ N, 15° 29′ 39″ E) ;
- Hamsund ;
- Husøya (67° 59′ 09″ N, 15° 28′ 17″ E) ;
- Innhavet ;
- Kaldvåg (68° 02′ 42″ N, 15° 43′ 50″ E) ;
- Nesberg ;
- Oppeid (68° 05′ 08″ N, 15° 36′ 42″ E) ;
- Presteid (68° 05′ 00″ N, 15° 39′ 00″ E) ;
- Skutvika (68° 01′ 05″ N, 15° 19′ 48″ E) ;
- Sommarsel (68° 09′ 52″ N, 15° 42′ 19″ E) ;
- Tranøya (68° 11′ 04″ N, 15° 39′ 30″ E) ;
- Ulvsvåg (68° 07′ 10″ N, 15° 53′ 28″ E) ;

### Hattfjelldal
Localités de la kommune de Hattfjelldal :
- Åkervika (65° 43′ 00″ N, 13° 57′ 00″ E) ;
- Grubben (65° 40′ 00″ N, 14° 08′ 00″ E) ;
- Hattfjelldal (65° 41′ 00″ N, 11° 58′ 00″ E) ;
- Krutåga (65° 42′ 00″ N, 14° 10′ 00″ E) ;

### Hemnes
Localités de la kommune de Hemnes :
- Bjerka (66° 09′ 00″ N, 13° 50′ 00″ E) ;
- Bleikvasslia (65° 54′ 00″ N, 13° 49′ 00″ E) ;
- Finneidfjord ;
- Hemnesberget (66° 14′ 00″ N, 13° 38′ 00″ E) ;
- Korgen (66° 05′ 00″ N, 13° 50′ 00″ E) ;
- Sund (66° 12′ 00″ N, 13° 39′ 00″ E) ;

### Herøy
Localités de la kommune de Herøy :
- Brasøya ;
- Husvær (65° 55′ 00″ N, 12° 07′ 00″ E) ;
- Nordøya ;
- Nordstaulen ;
- Prestøya ;
- Sandvær ;
- Seløy ;
- Silvalen (65° 59′ 00″ N, 12° 17′ 00″ E) ;
- Skipbåtsvær (66° 07′ 00″ N, 12° 02′ 00″ E) ;
- Ytre Øksningan ;

### Leirfjord
Localités de la kommune de Leirfjord :
- Åkvik (65° 59′ 00″ N, 12° 51′ 00″ E) ;
- Bardal (66° 13′ 00″ N, 13° 24′ 00″ E) ;
- Kviting (66° 02′ 00″ N, 12° 57′ 00″ E) ;
- Leira (66° 04′ 00″ N, 13° 04′ 00″ E) ;
- Leland (66° 04′ 00″ N, 12° 57′ 00″ E) ;
- Levang ;
- Sundøya ;

### Lødingen
Localités de la kommune de Lødingen :
- Austre Kanstad (68° 28′ 00″ N, 15° 54′ 00″ E) ;
- Erikstad (68° 25′ 00″ N, 15° 50′ 00″ E) ;
- Hustadstranda ;
- Kanstadbotnen ;
- Kvannkjosen (68° 22′ 00″ N, 15° 15′ 00″ E) ;
- Lødingen (68° 24′ 26″ N, 15° 59′ 31″ E) ;
- Rinøya (68° 22′ 00″ N, 15° 46′ 00″ E) ;
- Solberg ;
- Vågehamn ;
- Ytterstad (68° 20′ 00″ N, 15° 40′ 00″ E) ;

### Lurøy
Localités de la kommune de Lurøy :
- Aldra (66° 24′ 00″ N, 13° 06′ 00″ E) ;
- Brattland (66° 24′ 00″ N, 13° 10′ 00″ E) ;
- Indre Kvarøy (66° 29′ 00″ N, 12° 57′ 00″ E) ;
- Konsvikosen (66° 30′ 00″ N, 13° 06′ 00″ E) ;
- Kvina (66° 28′ 00″ N, 13° 10′ 00″ E) ;
- Lovund (66° 22′ 00″ N, 12° 23′ 00″ E) ;
- Lurøy ;
- Nordsolvær ;
- Sleneset (66° 22′ 00″ N, 12° 35′ 00″ E) ;
- Stokkvågen (66° 20′ 00″ N, 13° 01′ 00″ E) ;
- Stuvland (66° 25′ 00″ N, 13° 03′ 00″ E) ;
- Tonnes (66° 31′ 00″ N, 13° 01′ 00″ E) ;

### Meløy
Localités de la kommune de Meløy :
- Ågskardet (66° 43′ 00″ N, 13° 29′ 00″ E) ;
- Åmnes (66° 47′ 00″ N, 13° 21′ 00″ E) ;
- Bakkan ;
- Bolga (66° 48′ 00″ N, 13° 14′ 00″ E) ;
- Eidbukta (66° 50′ 00″ N, 13° 44′ 00″ E) ;
- Engavågen (66° 46′ 00″ N, 13° 30′ 00″ E) ;
- Esøya ;
- Glomfjord (66° 49′ 00″ N, 13° 58′ 00″ E) ;
- Grønnøya ;
- Halsa (66° 45′ 00″ N, 13° 35′ 00″ E) ;
- Kjelddal (66° 46′ 00″ N, 13° 40′ 00″ E) ;
- Meløy (66° 49′ 00″ N, 13° 25′ 00″ E) ;
- Neverdalen (66° 50′ 00″ N, 13° 46′ 00″ E) ;
- Ørnes (66° 52′ 00″ N, 13° 42′ 00″ E) ;
- Reipå (66° 54′ 00″ N, 13° 39′ 00″ E) ;
- Sandåga (66° 51′ 00″ N, 13° 45′ 00″ E) ;
- Selstad (66° 50′ 00″ N, 13° 48′ 00″ E) ;
- Støtt (66° 55′ 00″ N, 13° 28′ 00″ E) ;
- Vallsjøen (66° 48′ 00″ N, 13° 30′ 00″ E) ;
- Vassdalsvik (66° 48′ 00″ N, 13° 36′ 00″ E) ;

### Moskenes
Localités de la kommune de Moskenes :
- Å (67° 53′ 00″ N, 12° 59′ 00″ E) ;
- Hamnøy (67° 57′ 00″ N, 13° 08′ 00″ E) ;
- Kjerkfjorden (68° 00′ 00″ N, 13° 01′ 00″ E) ;
- Moskenes (67° 54′ 00″ N, 13° 03′ 00″ E) ;
- Reine (67° 56′ 00″ N, 13° 06′ 00″ E) ;
- Sørvågen (67° 53′ 00″ N, 13° 02′ 00″ E) ;
- Tind (67° 53′ 00″ N, 13° 00′ 00″ E) ;
- Vindstad ;

### Narvik
Localités de la kommune de Narvik :
- Ankenesstranda (68° 25′ 00″ N, 17° 23′ 00″ E) ;
- Beisfjord (68° 22′ 05″ N, 17° 35′ 20″ E) ;
- Bjerkvik (68° 33′ 35″ N, 17° 31′ 08″ E) ;
- Bjørnfjell ;
- Elvegård (68° 15′ 00″ N, 17° 25′ 00″ E) ;
- Elvegårdsmoen (68° 33′ 00″ N, 17° 35′ 00″ E) ;
- Fagernes (68° 24′ 48″ N, 17° 27′ 22″ E) ;
- Håkvik (68° 24′ 00″ N, 17° 19′ 00″ E) ;
- Herjangen (68° 31′ 57″ N, 17° 28′ 57″ E) ;
- Lengenes ;
- Øyjorda (68° 28′ 21″ N, 17° 30′ 50″ E) ;
- Skjombotn (68° 11′ 00″ N, 17° 18′ 00″ E) ;
- Straumsnes ;
- Trældal (68° 28′ 00″ N, 17° 38′ 00″ E) ;
- Vassdalen ;
- Vidrek (68° 23′ 21″ N, 17° 09′ 36″ E) ;

### Nesna
Localités de la kommune de Nesna :
- Husby (66° 13′ 00″ N, 12° 46′ 00″ E) ;
- Nesna (66° 12′ 00″ N, 13° 02′ 00″ E) ;
- Saura ;
- Vikholmen (66° 12′ 00″ N, 12° 58′ 00″ E) ;

### Øksnes
Localités de la kommune d'Øksnes :
- Alsvåg (68° 54′ 00″ N, 15° 17′ 00″ E) ;
- Barkestad (68° 49′ 00″ N, 14° 49′ 00″ E) ;
- Breidstrand ;
- Elvenes (68° 48′ 46″ N, 15° 10′ 41″ E) ;
- Finnvågan (68° 48′ 00″ N, 14° 47′ 00″ E) ;
- Høydal (68° 56′ 00″ N, 15° 03′ 00″ E) ;
- Kavåsen (68° 48′ 00″ N, 15° 02′ 00″ E) ;
- Klo (68° 59′ 00″ N, 15° 11′ 00″ E) ;
- Myre (68° 54′ 00″ N, 15° 05′ 00″ E) ;
- Nyksund (69° 00′ 00″ N, 15° 01′ 00″ E) ;
- Ramsvika ;
- Sandset (68° 47′ 35″ N, 14° 57′ 42″ E) ;
- Skogly ;
- Sørvågen ;
- Stø (69° 01′ 00″ N, 15° 08′ 00″ E) ;
- Strengelvåg (68° 58′ 00″ N, 15° 11′ 00″ E) ;
- Tinden ;
- Tøa ;

### Rana
Localités de la kommune de Rana :
- Alterneset ;
- Båsmoen (66° 20′ 00″ N, 14° 06′ 00″ E) ;
- Dalselv ;
- Dunderland (66° 26′ 00″ N, 14° 50′ 00″ E) ;
- Flostrand (66° 20′ 00″ N, 13° 22′ 00″ E) ;
- Hauknes (66° 17′ 00″ N, 14° 03′ 00″ E) ;
- Mæla ;
- Myklebustad (66° 18′ 00″ N, 13° 29′ 00″ E) ;
- Øverdal (66° 15′ 00″ N, 14° 02′ 00″ E) ;
- Røssvoll ;
- Selfors (66° 20′ 00″ N, 14° 11′ 00″ E) ;
- Skonseng (66° 21′ 00″ N, 14° 21′ 00″ E) ;
- Storforshei (66° 24′ 00″ N, 14° 31′ 00″ E) ;
- Utskarpen (66° 17′ 00″ N, 13° 37′ 00″ E) ;
- Ytteren (66° 21′ 00″ N, 14° 08′ 00″ E) ;

### Rødøy
Localités de la kommune de Rødøy :
- Gjerøy (66° 37′ 00″ N, 13° 00′ 00″ E) ;
- Gjersvika ;
- Jektvika (66° 38′ 00″ N, 13° 18′ 00″ E) ;
- Kila (66° 42′ 00″ N, 13° 25′ 00″ E) ;
- Kilboghamn (66° 29′ 00″ N, 13° 13′ 00″ E) ;
- Melfjorden (66° 31′ 00″ N, 13° 41′ 00″ E) ;
- Myken (66° 45′ 00″ N, 12° 29′ 00″ E) ;
- Nordnesøya (66° 36′ 00″ N, 12° 39′ 00″ E) ;
- Nordværnes (66° 40′ 00″ N, 13° 15′ 00″ E) ;
- Oldervika ;
- Øresvika (66° 28′ 00″ N, 13° 14′ 00″ E) ;
- Rødøy (66° 39′ 00″ N, 13° 05′ 00″ E) ;
- Selsøya (66° 33′ 00″ N, 12° 51′ 00″ E) ;
- Selsøyvika ;
- Sørfjorden ;
- Vågaholmen ;

### Røst
Localités de la kommune de Røst :
- Røstlandet (67° 31′ 00″ N, 12° 07′ 00″ E) ;

### Saltdal
Localités de la kommune de Saltdal :
- Botn (67° 06′ 00″ N, 15° 29′ 00″ E) ;
- Drageid (67° 01′ 00″ N, 15° 19′ 00″ E) ;
- Junkerdal (66° 48′ 00″ N, 15° 35′ 00″ E) ;
- Langset (67° 08′ 00″ N, 15° 28′ 00″ E) ;
- Lønsdal ;
- Rognan (67° 06′ 00″ N, 15° 23′ 00″ E) ;
- Røkland ;
- Russånes (66° 55′ 00″ N, 15° 19′ 00″ E) ;
- Setså (67° 10′ 00″ N, 15° 30′ 00″ E) ;
- Soksenvika (67° 07′ 00″ N, 15° 28′ 00″ E) ;
- Vik (67° 08′ 00″ N, 15° 24′ 00″ E) ;

### Sømna
Localités de la kommune de Sømna :
- Berg (65° 22′ 00″ N, 12° 12′ 00″ E) ;
- Homborneset (65° 20′ 00″ N, 12° 22′ 00″ E) ;
- Vennesund (65° 13′ 00″ N, 12° 03′ 00″ E) ;
- Vik (65° 18′ 00″ N, 12° 09′ 00″ E) ;

### Sørfold
Localités de la kommune de Sørfold :
- Aspenes (67° 29′ 00″ N, 15° 32′ 00″ E) ;
- Aspfjord ;
- Bonå ;
- Elenjorda ;
- Engan (67° 35′ 00″ N, 15° 49′ 00″ E) ;
- Gyltvikmoen (67° 27′ 00″ N, 15° 33′ 00″ E) ;
- Haukenes (67° 33′ 00″ N, 15° 16′ 00″ E) ;
- Helland (67° 22′ 00″ N, 15° 38′ 00″ E) ;
- Hestvika (67° 31′ 00″ N, 15° 30′ 00″ E) ;
- Leirfjordgården (67° 35′ 00″ N, 15° 46′ 00″ E) ;
- Øvre Kvarv (67° 27′ 00″ N, 15° 35′ 00″ E) ;
- Rørstad (67° 34′ 00″ N, 15° 13′ 00″ E) ;
- Røsvik (67° 29′ 00″ N, 15° 28′ 00″ E) ;
- Sagfjordbotn (67° 37′ 00″ N, 15° 26′ 00″ E) ;
- Storeide ;
- Straumen (67° 21′ 00″ N, 15° 36′ 00″ E) ;
- Styrkesnes ;
- Styrkesvik (67° 31′ 00″ N, 15° 32′ 00″ E) ;

### Sortland
Localités de la kommune de Sortland :
- Ånstad (68° 43′ 00″ N, 15° 23′ 00″ E) ;
- Blokken (68° 36′ 00″ N, 15° 23′ 00″ E) ;
- Bø (68° 39′ 17″ N, 15° 19′ 19″ E) ;
- Eidebukta ;
- Frøskeland (68° 46′ 00″ N, 15° 07′ 00″ E) ;
- Hognfjord (68° 44′ 00″ N, 15° 34′ 00″ E) ;
- Holand (68° 38′ 00″ N, 15° 16′ 00″ E) ;
- Holmstad (68° 44′ 00″ N, 15° 09′ 00″ E) ;
- Indre Straumfjord (68° 41′ 00″ N, 15° 04′ 00″ E) ;
- Kjerringnes (68° 40′ 00″ N, 15° 29′ 00″ E) ;
- Liland ;
- Maurnes ;
- Mehus (68° 47′ 00″ N, 15° 56′ 00″ E) ;
- Osvoll (68° 41′ 00″ N, 15° 29′ 00″ E) ;
- Sandstrand (68° 45′ 00″ N, 15° 21′ 00″ E) ;
- Sigerfjord (68° 38′ 46″ N, 15° 32′ 18″ E) ;
- Spjutvik (68° 38′ 00″ N, 15° 33′ 00″ E) ;
- Steiro (68° 40′ 00″ N, 15° 23′ 00″ E) ;
- Strand (68° 42′ 00″ N, 15° 27′ 00″ E) ;
- Stranda (68° 45′ 00″ N, 15° 08′ 00″ E) ;
- Vik (68° 45′ 42″ N, 15° 17′ 08″ E) ;

### Steigen
Localités de la kommune de Steigen :
- Ålstad (67° 54′ 54″ N, 15° 10′ 33″ E) ;
- Bø (67° 57′ 50″ N, 15° 02′ 12″ E) ;
- Bogen (67° 53′ 52″ N, 15° 11′ 51″ E) ;
- Botnen (67° 46′ 00″ N, 15° 09′ 00″ E) ;
- Helnessund ;
- Holkestad (67° 53′ 00″ N, 14° 53′ 00″ E) ;
- Leines (67° 44′ 00″ N, 14° 48′ 00″ E) ;
- Leinesfjord (67° 47′ 00″ N, 15° 00′ 00″ E) ;
- Marhaug (67° 46′ 00″ N, 15° 10′ 00″ E) ;
- Nordfold (67° 46′ 00″ N, 15° 12′ 00″ E) ;
- Nordskot (67° 50′ 00″ N, 14° 49′ 00″ E) ;
- Saursfjord (67° 48′ 00″ N, 15° 04′ 00″ E) ;
- Skånland (67° 54′ 03″ N, 15° 04′ 30″ E) ;
- Skjenaust ;
- Solheim ;
- Stamsvika ;
- Steinsland ;

### Tjeldsund
Localités de la kommune de Tjeldsund :
- Dragland (68° 31′ 00″ N, 16° 12′ 00″ E) ;
- Fiskefjorden ;
- Fjelldal (68° 33′ 00″ N, 16° 33′ 00″ E) ;
- Hol (68° 32′ 00″ N, 16° 24′ 00″ E) ;
- Hov (68° 33′ 00″ N, 16° 23′ 00″ E) ;
- Kjerstad (68° 27′ 00″ N, 16° 08′ 00″ E) ;
- Kongsvika (68° 34′ 00″ N, 16° 15′ 00″ E) ;
- Myklebostad ;
- Oldervika ;
- Ramsund (68° 29′ 00″ N, 16° 32′ 00″ E) ;
- Tjeldnes ;

### Træna
Localités de la kommune de Træna :
- Husøya ;
- Sanna ;
- Selvær (66° 35′ 00″ N, 12° 15′ 00″ E) ;
- Torvvær ;

### Tysfjord
Localités de la kommune de Tysfjord :
- Drag (68° 03′ 00″ N, 16° 04′ 00″ E) ;
- Eidet ;
- Helland (68° 01′ 00″ N, 16° 09′ 00″ E) ;
- Hellmobotn ;
- Hundholmen (68° 09′ 00″ N, 16° 18′ 00″ E) ;
- Kjelkvika (68° 08′ 00″ N, 16° 20′ 00″ E) ;
- Kjøpsvik (68° 06′ 09″ N, 16° 21′ 02″ E) ;
- Korsnes (68° 14′ 58″ N, 16° 03′ 49″ E) ;
- Musken (67° 53′ 00″ N, 16° 13′ 00″ E) ;
- Rørvika ;
- Skarberget (68° 14′ 00″ N, 16° 14′ 00″ E) ;
- Storå (68° 05′ 00″ N, 16° 24′ 00″ E) ;
- Storjord ;
- Ulvika (68° 14′ 23″ N, 16° 21′ 55″ E) ;

### Værøy
Localités de la kommune de Værøy :
- Røssnesvågen (67° 39′ 00″ N, 12° 44′ 00″ E) ;
- Sørland (67° 40′ 00″ N, 12° 42′ 00″ E) ;

### Vågan
Localités de la kommune de Vågan :
- Brettesnes (68° 14′ 00″ N, 14° 52′ 00″ E) ;
- Digermulen (68° 19′ 00″ N, 15° 00′ 00″ E) ;
- Eide ;
- Gimsøy ;
- Gravermarka (68° 18′ 00″ N, 14° 20′ 00″ E) ;
- Henningsvær (68° 09′ 00″ N, 14° 13′ 00″ E) ;
- Hopen (68° 11′ 38″ N, 14° 20′ 46″ E) ;
- Hov (68° 20′ 15″ N, 14° 06′ 04″ E) ;
- Kabelvåg (68° 12′ 41″ N, 14° 28′ 54″ E) ;
- Kleppstad ;
- Laukvika (68° 23′ 24″ N, 14° 26′ 29″ E) ;
- Laupstad ;
- Liland (68° 20′ 00″ N, 14° 45′ 00″ E) ;
- Ørsnes (68° 12′ 00″ N, 14° 24′ 00″ E) ;
- Ørsvåg ;
- Osan ;
- Rystad (68° 17′ 00″ N, 14° 19′ 00″ E) ;
- Skrova ;
- Storfjell ;
- Straumnes (68° 23′ 00″ N, 14° 28′ 00″ E) ;
- Sydalen (68° 17′ 00″ N, 14° 21′ 00″ E) ;
- Ulvågen (68° 17′ 00″ N, 14° 56′ 00″ E) ;
- Vestpollen (68° 20′ 00″ N, 14° 42′ 00″ E) ;

### Vefsn
Localités de la kommune de Vefsn :
- Drevjemoen ;
- Drevvassbygda (66° 04′ 00″ N, 13° 24′ 00″ E) ;
- Elsfjord ;
- Granmoen ;
- Holandsvika ;
- Husvika (65° 50′ 00″ N, 12° 40′ 00″ E) ;
- Søfting (65° 55′ 00″ N, 13° 10′ 00″ E) ;

### Vega
Localités de la kommune de Vega :
- Gladstad (65° 41′ 00″ N, 11° 58′ 00″ E) ;
- Holand (65° 42′ 00″ N, 11° 55′ 00″ E) ;
- Igerøy (65° 41′ 00″ N, 12° 08′ 00″ E) ;
- Kjerkøya (65° 42′ 00″ N, 11° 57′ 00″ E) ;
- Valla (65° 42′ 00″ N, 11° 53′ 00″ E) ;
- Ylvingen (65° 38′ 00″ N, 12° 11′ 00″ E) ;

### Vestvågøy
Localités de la kommune de Vestvågøy :
- Ballstad (68° 04′ 00″ N, 13° 33′ 00″ E) ;
- Bø (68° 19′ 00″ N, 13° 55′ 00″ E) ;
- Bolle (68° 09′ 31″ N, 13° 35′ 47″ E) ;
- Borg (68° 15′ 00″ N, 13° 46′ 00″ E) ;
- Borgfjord (68° 16′ 00″ N, 13° 48′ 00″ E) ;
- Bøstad ;
- Eggum (68° 18′ 37″ N, 13° 41′ 42″ E) ;
- Farstad ;
- Gravdal (68° 07′ 17″ N, 13° 30′ 11″ E) ;
- Hag (68° 09′ 00″ N, 13° 41′ 00″ E) ;
- Hagvågen (68° 16′ 00″ N, 13° 47′ 00″ E) ;
- Hattan ;
- Haug (68° 08′ 00″ N, 13° 31′ 00″ E) ;
- Haukland (68° 11′ 59″ N, 13° 33′ 30″ E) ;
- Holand (68° 10′ 43″ N, 13° 36′ 03″ E) ;
- Horn ;
- Knutstad ;
- Kvalnes (68° 21′ 00″ N, 13° 58′ 00″ E) ;
- Leitet ;
- Limstranden (68° 17′ 00″ N, 13° 59′ 00″ E) ;
- Mortsund ;
- Offersøya (68° 10′ 00″ N, 13° 32′ 00″ E) ;
- Pettvika (68° 06′ 00″ N, 13° 39′ 00″ E) ;
- Ramsvika ;
- Repp (68° 12′ 00″ N, 13° 36′ 00″ E) ;
- Sandsund ;
- Sennesvik (68° 07′ 00″ N, 13° 43′ 00″ E) ;
- Skotnes (68° 05′ 00″ N, 13° 33′ 00″ E) ;
- Skullbru (68° 10′ 00″ N, 13° 38′ 00″ E) ;
- Stamsund (68° 07′ 33″ N, 13° 48′ 19″ E) ;
- Steine (68° 08′ 00″ N, 13° 47′ 00″ E) ;
- Storeid (68° 08′ 00″ N, 13° 33′ 00″ E) ;
- Storfjorden (68° 09′ 00″ N, 13° 46′ 00″ E) ;
- Tangstad (68° 15′ 00″ N, 13° 38′ 00″ E) ;
- Unstad (68° 16′ 00″ N, 13° 35′ 00″ E) ;
- Ure ;
- Utakleiv ;
- Valberg (68° 11′ 40″ N, 13° 57′ 13″ E) ;
- Valberget ;
- Vestersand ;
- Vian ;
- Vik (68° 11′ 59″ N, 13° 33′ 30″ E) ;

### Vevelstad
Localités de la kommune de Vevelstad :
- Åsmyra ;
- Forvika (65° 41′ 00″ N, 11° 58′ 00″ E) ;
- Hesstun (65° 42′ 00″ N, 12° 24′ 00″ E) ;
- Høyholm (65° 38′ 00″ N, 12° 22′ 00″ E) ;
- Stokka (65° 46′ 00″ N, 12° 34′ 00″ E) ;
- Vevelstad ;
- Visthus (65° 44′ 00″ N, 12° 36′ 00″ E) ;